# Stefania Cavallaro
Stefania Cavallaro (Milano, 9 luglio 1975) è una giornalista e conduttrice televisiva italiana.

## Biografia
Giornalista professionista dal 2002, Stefania Cavallaro iniziò a lavorare nel 1998 come praticante e conduttrice a Telelombardia, alternando varie esperienze in emittenti locali quali Antennatre e Telenova a collaborazioni con il quotidiano Avvenire e l'emittente radiofonica RTL 102.5. Nel 2001 approdò alla redazione di Studio Aperto, dove venne assunta due anni dopo. Successivamente fu inviata e curatrice di Lucignolo, all'epoca rubrica del tg di Italia 1, co-conducendone anche l'edizione del 2005.
Nel corso della sua carriera ha poi condotto i rotocalchi Rewind e Borders e ha curato insieme alla collega Gabriella Simoni il programma di approfondimento Live, oltre a partecipare al fianco di Mario Giordano alle rubriche L'alieno e Tutto in una notte. Da gennaio 2010 a ottobre 2019 è stata conduttrice dell'edizione delle 12:25 e delle 18:30 di Studio Aperto, oltre a rivestire la carica di vice-caporedattore. Dal 2012 collabora con il sito internet di Panorama, gestendo il blog Dietro le quinte. Da ottobre 2019 conduce l'edizione delle 19:00 del TG4. Nel 2022 ha condotto la rubrica del TG4 Diario del giorno. Dal 17 al 20 maggio 2022 (sostituendo Barbara Palombelli) e dal 27 al 31 dicembre 2023 ha condotto Stasera Italia.

## Programmi televisivi
- Studio Aperto (Italia 1, 2002-2019)
- TG4 (Rete 4, dal 2019)
- Diario del giorno (Rete 4, 2022, 2024)
- Stasera Italia (Rete 4, 2022-2023)